# Yelko Gómez
Yelko Gómez (Chiriquí, 9 maart 1989) is een Panamees wielrenner. 

## Overwinningen
2012
3e etappe Ronde van Castilië en León
2014
Panamees kampioen tijdrijden, Elite
2015
Panamees kampioen tijdrijden, Elite

## Ploegen
- 2012 –  Caja Rural
- 2013 –  Caja Rural-Seguros RGA